# Nationalpark Huerquehue

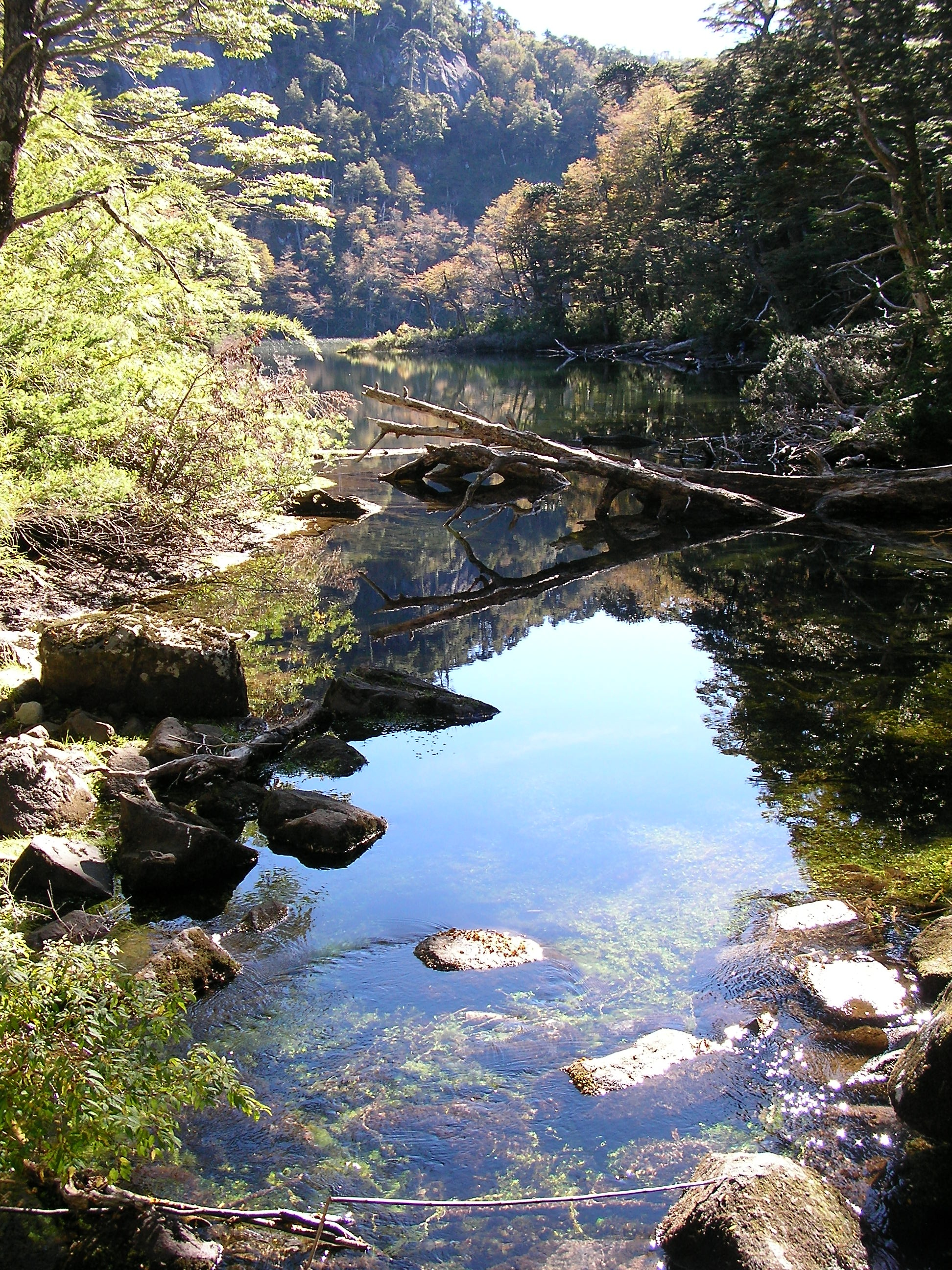
Blick von Wanderweg der 3 Seen

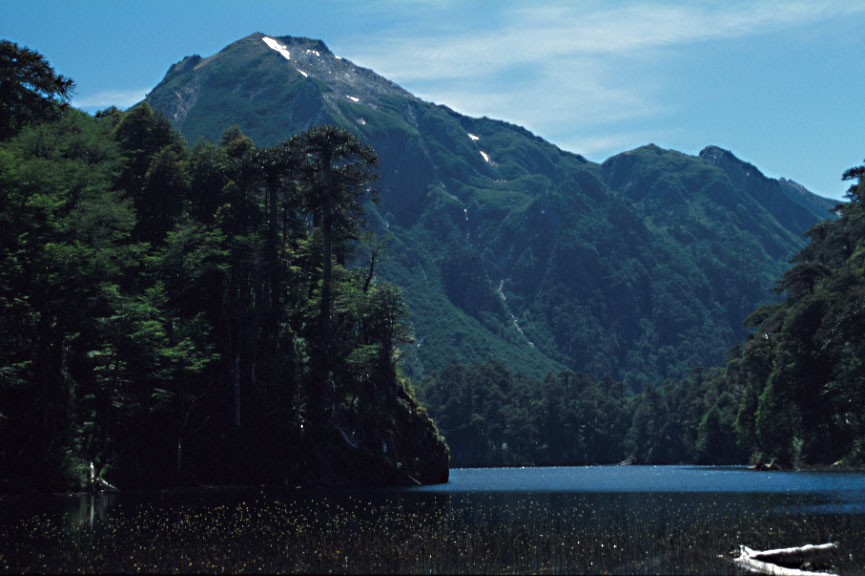
Am Lago Toro, einem der größeren Bergseen im Park

Der Nationalpark Huerquehue in der Nähe von Pucón in Chile hat eine Größe von 125 km². Er wurde 1967 gegründet und besticht durch die unverfälschte Natur, die dort zu finden ist. Urwälder mit alten Araukarien-Beständen, Bergseen und Wasserfälle machen eine Fahrt oder Wanderung durch den Park zu einem Erlebnis.